# Baktiyar Zaynutdinov
Baktiyar Zaynutdinov (en kazakh : Бақтияр Зайнутдинов) est un footballeur international kazakh né le 2 avril 1998 à Taraz. Il évolue au poste de milieu de terrain au Dynamo Moscou.

## Biographie

### Carrière en club
Formé dans sa ville natale de Taraz au sein du FK Taraz, Zaynutdinov fait ses débuts en équipe première durant la saison 2017. Il joue ainsi vingt-sept matchs de championnat pour sept buts inscrits, lui valant d'être élu à la fois « meilleur espoir » et « révélation de la saison ».
Durant l'intersaison, il est recruté par le FK Astana dans le cadre d'un contrat de trois ans. Il y découvre notamment la coupe d'Europe en jouant deux matchs de Ligue des champions et six matchs de Ligue Europa, où il inscrit un but en phase de groupes face au Stade rennais. En championnat, il dispute un total de vingt-sept matchs pour cinq buts inscrits, dont un triplé face à l'Irtych Pavlodar le 7 avril 2018, et participe activement au titre de champion du club à l'issue de la saison.
Zaynutdinov rejoint le club russe du FK Rostov en janvier 2019, y restant une année et demie avant de rallier le CSKA Moscou.

### Carrière internationale
Sélectionné plusieurs fois au sein des équipes de jeunes de la sélection kazakhe entre 2014 et 2017, Zaynutdinov fait ses débuts en équipe A le 23 mars 2018 à l'occasion d'un match amical face à la Hongrie, rencontre qui le voit inscrire le deuxième but de son équipe pour une victoire 3-2. Il prend par la suite part à toutes les rencontres du Kazakhstan durant la phase de groupes de la Ligue des nations, inscrivant notamment un but contre la Lettonie.

## Statistiques
| Saison                | Club                  | Championnat           | Championnat | Championnat | Coupe(s) nationale(s) | Coupe(s) nationale(s) | Compétition(s) continentale(s) | Compétition(s) continentale(s) | Compétition(s) continentale(s) | Total | Total |
| Saison                | Club                  | Division              | M.          | B.          | M.                    | B.                    | Comp.                          | M.                             | B.                             | M.    | B.    |
| 2017                  | FK Taraz              | D1                    | 27          | 7           | 1                     | 0                     | -                              | -                              | -                              | 28    | 7     |
| 2018                  | FK Astana             | D1                    | 27          | 5           | -                     | -                     | C1+C3                          | 2+6                            | 0+1                            | 35    | 6     |
| 2018-2019             | FK Rostov             | D1                    | 10          | 0           | 2                     | 0                     | -                              | -                              | -                              | 12    | 0     |
| 2019-2020             | FK Rostov             | D1                    | 17          | 4           | 2                     | 0                     | -                              | -                              | -                              | 19    | 4     |
| 2020-2021             | FK Rostov             | D1                    | 4           | 0           | -                     | -                     | -                              | -                              | -                              | 4     | 0     |
| 2020-2021             | CSKA Moscou           | D1                    | 18          | 1           | 1                     | 0                     | C3                             | 6                              | 0                              | 25    | 1     |
| 2021-2022             | CSKA Moscou           | D1                    | 22          | 3           | 4                     | 1                     | -                              | -                              | -                              | 26    | 4     |
| 2022-2023             | CSKA Moscou           | D1                    | 15          | 0           | 4                     | 0                     | -                              | -                              | -                              | 19    | 0     |
| Sous-total            | Sous-total            | Sous-total            | 140         | 20          | 14                    | 1                     | -                              | 14                             | 1                              | 168   | 22    |
| 2023-2024             | Beşiktaş JK           | Süper Lig             | 20          | 0           | 2                     | 0                     | C4                             | 7                              | 1                              | 29    | 1     |
| Sous-total            | Sous-total            | Sous-total            | 20          | 0           | 9                     | 1                     | -                              | 0                              | 0                              | 29    | 1     |
| Total sur la carrière | Total sur la carrière | Total sur la carrière | 160         | 20          | 23                    | 2                     | -                              | 14                             | 1                              | 197   | 23    |

## Palmarès
Zaynutdinov remporte le championnat kazakh avec le FK Astana en 2018.